# Bulbostylis wombaliensis
Bulbostylis wombaliensis är en halvgräsart som först beskrevs av De Wild., och fick sitt nu gällande namn av Richard Wheeler Haines. Bulbostylis wombaliensis ingår i släktet Bulbostylis och familjen halvgräs. Inga underarter finns listade i Catalogue of Life.